# Valle Medio del Lozoya
Valle Medio del Lozoya és una subcomarca de la Sierra Norte de Madrid, comarca de la Comunitat de Madrid formada pels municipis:
- La Acebeda
- Braojos
- Buitrago del Lozoya
- Gascones
- Horcajo de la Sierra
- Madarcos
- Piñuécar-Gandullas
- Robregordo
- La Serna del Monte
- Somosierra

La majoria dels municipis que componen aquesta subcomarca es troben localitzats entorn de la Nacional I de Burgos. Són municipis d'escassa població si exceptuem a Buitrago del Lozoya, que alhora és el municipi al que des de sempre tots s'han sentit vinculats. Es tracta d'una subcomarca amb importants recursos naturalístics i mediambientals, als quals s'uneix un valuós patrimoni històric-artístic de caràcter religiós i civil.
Tots els municipis de la subcomarca compten amb una important mostra de l'arquitectura tradicional en la qual destaquem poltres, antigues fargues, safaretjos, pajares, etc., elements que avui dia han estat restaurats i rehabilitats per a contribuir a la seva conservació per al gaudi i coneixement de les generacions futures, ja que la major part d'aquests elements arquitectònics han perdut ja l'ús que en el passat van tenir. A tots els valors assenyalats, cal afegir una gran varietat de recursos turístics: allotjaments rurals, restaurants, activitats relacionades amb el Turisme Rural, agroturisme o turisme actiu, etc.